# Cao Yuan
Cao Yuan (en chino: 曹緣; Pekín, 7 de febrero de 1995) es un deportista chino que compite en saltos de trampolín y plataforma.
Participó en cuatro Juegos Olímpicos de Verano, obteniendo en total seis medallas, oro en Londres 2012, en la prueba de plataforma sincronizada (junto con Zhang Yanquan), dos en Río de Janeiro 2016, oro en trampolín individual y bronce en sincronizado (con Qin Kai), dos en Tokio 2020, oro en plataforma individual y plata en sincronizada (con Chen Aisen), y oro en París 2024, en plataforma individual.
Ganó once medallas en el Campeonato Mundial de Natación entre los años 2013 y 2025. En los Juegos Asiáticos consiguió cinco medallas entre los años 2010 y 2018.

## Palmarés internacional
| Juegos Olímpicos   | Juegos Olímpicos        | Juegos Olímpicos  | Juegos Olímpicos       |
| Año                | Lugar                   | Medalla           | Prueba                 |
| ------------------ | ----------------------- | ----------------- | ---------------------- |
| 2012               | Londres (Reino Unido)   | Medalla de oro    | Plataforma 10 m sincro |
| 2016               | Río de Janeiro (Brasil) | Medalla de oro    | Trampolín 3 m          |
| 2016               | Río de Janeiro (Brasil) | Medalla de bronce | Trampolín 3 m sincro   |
| 2020               | Tokio (Japón)           | Medalla de oro    | Plataforma 10 m        |
| 2020               | Tokio (Japón)           | Medalla de plata  | Plataforma 10 m sincro |
| 2024               | París (Francia)         | Medalla de oro    | Plataforma 10 m        |
| Campeonato Mundial |                         |                   |                        |
| Año                | Lugar                   | Medalla           | Prueba                 |
| 2013               | Barcelona (España)      | Medalla de bronce | Plataforma 10 m sincro |
| 2015               | Kazán (Rusia)           | Medalla de oro    | Trampolín 3 m sincro   |
| 2017               | Budapest (Hungría)      | Medalla de plata  | Trampolín 3 m sincro   |
| 2019               | Gwangju (Corea del Sur) | Medalla de oro    | Plataforma 10 m sincro |
| 2019               | Gwangju (Corea del Sur) | Medalla de oro    | Trampolín 3 m sincro   |
| 2019               | Gwangju (Corea del Sur) | Medalla de plata  | Trampolín 3 m          |
| 2022               | Budapest (Hungría)      | Medalla de oro    | Trampolín 3 m sincro   |
| 2022               | Budapest (Hungría)      | Medalla de plata  | Trampolín 3 m          |
| 2024               | Doha (Catar)            | Medalla de plata  | Plataforma 10 m        |
| 2025               | Singapur (Singapur)     | Medalla de oro    | Equipo mixto           |
| 2025               | Singapur (Singapur)     | Medalla de plata  | Trampolín 3 m          |
| Juegos Asiáticos   |                         |                   |                        |
| Año                | Lugar                   | Medalla           | Prueba                 |
| 2010               | Cantón (China)          | Medalla de oro    | Plataforma 10 m        |
| 2014               | Incheon (Corea del Sur) | Medalla de oro    | Trampolín 3 m          |
| 2014               | Incheon (Corea del Sur) | Medalla de oro    | Trampolín 3 m sincro   |
| 2018               | Yakarta (Indonesia)     | Medalla de oro    | Trampolín 3 m sincro   |
| 2018               | Yakarta (Indonesia)     | Medalla de plata  | Trampolín 3 m          |